# Susan Bysiewicz

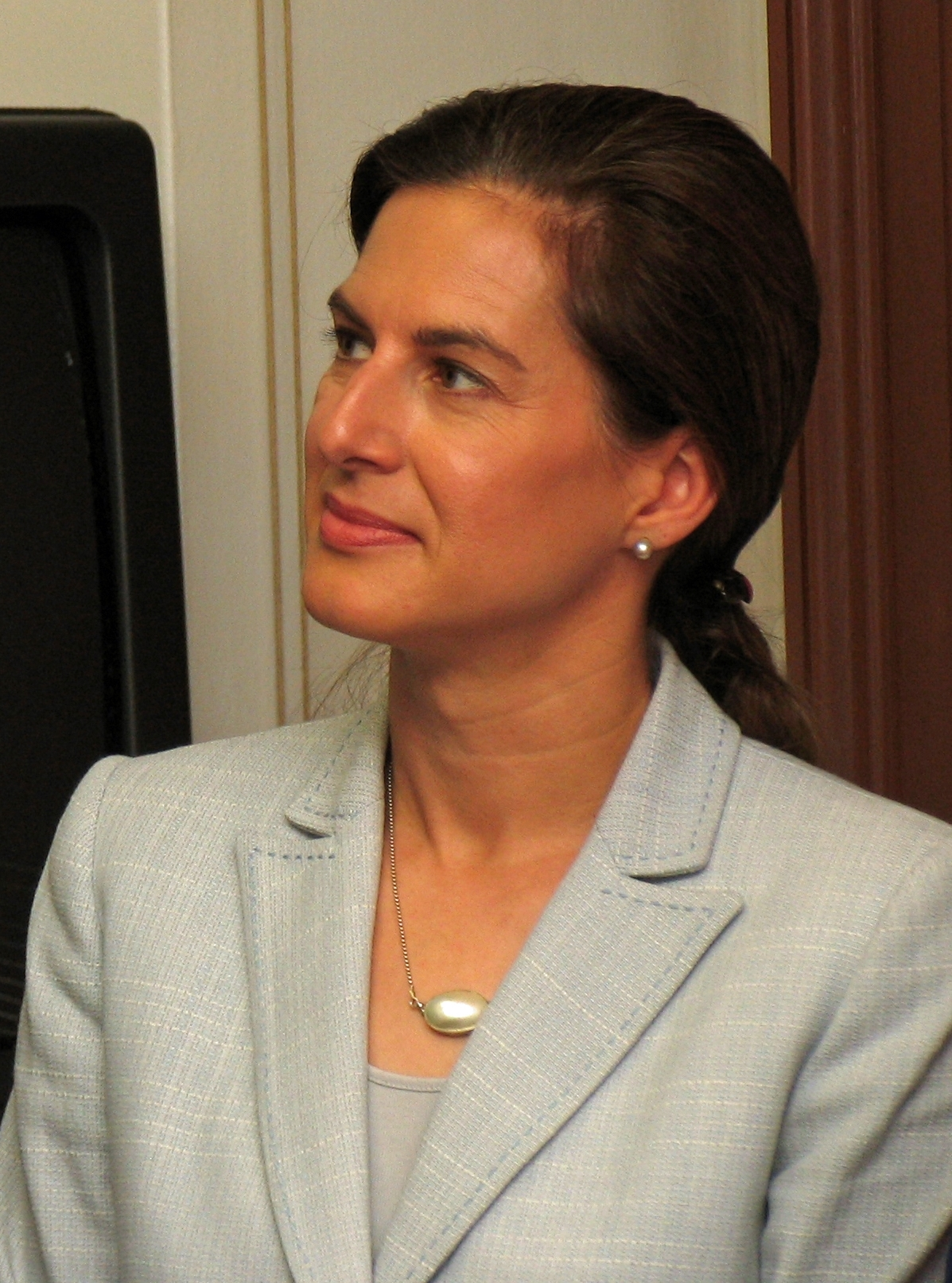
Susan Bysiewicz (2009)

Susan Bysiewicz (* 29. September 1961 in Middletown, Connecticut) ist eine US-amerikanische Politikerin der Demokratischen Partei und seit dem 9. Januar 2019 Vizegouverneurin von Connecticut. Sie war außerdem zwischen 1999 und 2011 Secretary of State in diesem Bundesstaat und gehörte zuvor dem Repräsentantenhaus Connecticuts als Abgeordnete an.

## Leben
Bysiewicz wuchs in Middletown (Connecticut) auf. Ihr Vater ist Sohn polnischer Einwanderer während ihre Mutter griechische Wurzeln hat. Sie studierte zunächst an der Yale University, wo sie einen Bachelor of Arts machte, und später an der Duke University. Dort erwarb sie einen Abschluss in Rechtswissenschaften. Danach war sie als Anwältin zeitweise in New York City tätig und kehrte später wieder nach Connecticut zurück, wo sie ebenfalls als Juristin tätig war. Politisch engagierte sie sich bei der Demokratischen Partei und kandidierte im Herbst 1992 erfolgreich für einen Sitz im Repräsentantenhaus von Connecticut. 1994 und 1996 wurde sie für je zwei Jahre wiedergewählt, bevor sie 1998 auf eine erneute Kandidatur verzichtete. Sie bemühte sich stattdessen um das Amt als Secretary of State in Connecticut und wurde auch gewählt. Dieses Amt trat sie im Januar 1999 an und übte es nach zwei Wiederwahlen 2002 und 2006 bis zum Januar 2011 aus. Funktional übernahm sie mit diesem Posten Aufgaben eines Innenministers wahr, wobei sich seine Zuständigkeiten auch auf Bereiche der Wirtschaft, Justiz und des Finanzwesens, teilweise sogar der Außenpolitik erstrecken. Darüber hinaus oblag ihr die Aufsicht über bundesstaatliche Wahlen.
2005 erwog sie eine Kandidatur für das Gouverneursamt, zog ihre Kandidatur aber bereits im Herbst des Jahres wieder zurück. Nachdem sie für 2010 eine weitere Kandidatur als Gouverneurin abgelehnt hatte, bewarb sie sich um den Posten des Attorney General von Connecticut. Allerdings kamen bereits frühzeitig Zweifel an ihrer Qualifikation auf, da nach den Gesetzen des Bundesstaates ein Attorney General mindestens zehn Jahre Berufspraxis als Rechtswissenschaftler in Connecticut aufweisen muss. Während ein Bezirksgericht zunächst entschied, Bysiewicz könne für den Posten kandidieren, entschied der Oberste Gerichtshof von Connecticut im Mai 2010, dass ihre Bewerbung unzulässig sei. 2012 strebte sie die demokratische Kandidatur für einen Sitz im US-Senat an, unterlag bei der Primary aber Chris Murphy, der dann auch zum Senator gewählt wurde. Sie kehrte danach wieder als Anwältin ins Berufsleben zurück.
Nachdem sie Ende 2017 kurzzeitig erwog für den Senat von Connecticut zu kandidieren, erklärte sie im April 2018 ihre Absicht als Gouverneurin zu kandidieren. Obwohl sie eine Reihe von Unterstützern gewann, beendete sie im Vorfeld des demokratischen Parteitags, der eine Vorauswahl für die Vorwahl treffen musste, im Sommer 2018 ihre Kandidatur. Zuvor war es zu einer Absprache mit ihrem Mitbewerber Ned Lamont gekommen, infolge derer Bysiewicz ihre Kandidatur aufgab und dafür an seiner Seite als Vizegouverneurin antreten würde. Nach gewonnener Vorwahl bestritten die beiden den eigentlichen Wahlkampf gegen den Republikaner Bob Stefanowski. Die Wahl am 6. November 2018 entschieden Lamont und Bysiewicz dann für sich. Sie wurde gemeinsam mit Lamont am 9. Januar 2019 in ihr neues Amt eingeführt.
Susan Bysiewicz ist verheiratet und hat mit ihrem Mann David Donaldson drei Kinder.